# ناتالي ميندوزا
ناتالي ميندوزا (بالإنجليزية: Natalie Mendoza)‏ (بالصينية: 娜塔莉·門多薩) هي راقصة ومغنية وممثلة صينية وأسترالية، ولدت في 12 أغسطس 1978 بهونغ كونغ في الصين.

## أعمال

### أفلام
- (2001) الطاحونة الحمراء
- (2005) ذا ديسنت[4]
- (2009) ذا ديسنت 2

## وصلات خارجية
- ناتالي ميندوزا على موقع IMDb (الإنجليزية)
- ناتالي ميندوزا على موقع ألو سيني (الفرنسية)
- ناتالي ميندوزا على موقع ميوزك برينز (الإنجليزية)
- ناتالي ميندوزا على موقع أول موفي (الإنجليزية)
- ناتالي ميندوزا على موقع قاعدة بيانات برودواي على الإنترنت (الإنجليزية)
- ناتالي ميندوزا على موقع قاعدة بيانات الأفلام السويدية (السويدية)
- ناتالي ميندوزا على موقع ديسكوغز (الإنجليزية)
- ناتالي ميندوزا على موقع قاعدة بيانات الفيلم (الإنجليزية)
- ناتالي ميندوزا على موقع كينوبويسك (الروسية)